# Vuelta a Murcia 2014
La Vuelta a Murcia 2014, trentaquattresima edizione della corsa valevole come prova del circuito UCI Europe Tour 2014 categoria 1.1, si svolse il 1º marzo 2014 su un percorso totale di 190,1 km con partenza da Beniel e arrivo al Lorca. Fu vinta dallo spagnolo Alejandro Valverde, che si impose in 5 ore 6 minuti e 53 secondi, alla media di 37,16 km/h.
All'arrivo 95 ciclisti completarono la gara.

## Squadre e corridori partecipanti
| N.      | Cod. | Squadra                    |
| ------- | ---- | -------------------------- |
| 1-8     | COF  | Cofidis, Solutions Credits |
| 11-18   | TNE  | Team NetApp-Endura         |
| 20-29   | CCC  | CCC-Polsat Polkowice       |
| 30-39   | CJR  | Caja Rural-Seguros RGA     |
| 40-49   | AJT  | ActiveJet Team             |
| 50-59   | MOV  | Movistar Team              |
| 61-67   | BUR  | Burgos BH                  |
| 71-79   | ESP  | Selezione spagnola         |
| 81-87   | KMP  | Keith Mobel-Partizan       |
| 90-99   | EUK  | Euskadi                    |
| 100-109 | LDD  | Louletano-Dunas Douradas   |
| 110-119 | ECU  | Team Ecuador               |
| 120-129 | EFG  | Efapel-Glassdrive          |

## Ordine d'arrivo (Top 10)
| Pos. | Corridore          | Squadra    | Tempo    |
| ---- | ------------------ | ---------- | -------- |
| 1    | Alejandro Valverde | Movistar   | 5h06'53" |
| 2    | Tiago Machado      | NetApp     | a 3"     |
| 3    | Davide Rebellin    | CCC        | s.t.     |
| 4    | Luis Ángel Maté    | Cofidis    | a 5"     |
| 5    | José Joaquín Rojas | Movistar   | a 7"     |
| 6    | Rubén Fernández    | Caja Rural | s.t.     |
| 7    | José Mendes        | NetApp     | a 9"     |
| 8    | David Arroyo       | Caja Rural | s.t.     |
| 9    | Miguel Mínguez     | Euskadi    | s.t.     |
| 10   | Daniel Navarro     | Cofidis    | a 14"    |